# Nataša Ilić
Nataša Ilić (* 1970 in Zagreb) ist eine kroatische Kuratorin und Mitglied des Kuratorinnenkollektivs What, How & for Whom/WHW.
Ilić hat an der Universität Zagreb Kunstgeschichte und Komparatistik studiert und ist seit 1994 als freie Kuratorin lokal und international tätig. Ihre Hauptthemen sind die Möglichkeiten einer kritischen kuratorischen Praxis, die innovative Modelle der Repräsentation und Selbstorganisation im Bereich der zeitgenössischen Kunst erzeugen kann, und konzentriert sich auf die Beziehungen zwischen Kunst und sozialem Wandel, Fragen der Kollektivität, Internationalismus, Bildung und kulturelle Geopolitik.
Mit Sabina Sabolović und Ivet Ćurlin übernahm sie von 2019 bis 2024 die künstlerische Leitung der Kunsthalle Wien. Nataša Ilić, Ivet Ćurlin und Sabina Sabolović werden 2027 die Skulptur Projekte in Münster leiten.
Über Künstler- und Künstlerkollektive schrieb sie und war an zahlreichen Ausstellungskatalogen beteiligt, darunter Sanja Iveković, bankleer, Phil Collins, Chto Delat, Nilbar Güreş, Rabih Mroué, Mladen Stilinović, Carla Zaccagnini und Wendelien von Oldenborgh. Ilić lebt und arbeitet in Zagreb und Berlin.

## Kuratierte Ausstellungen (mit WHW)
- 2004: 4. Biennale von Cetinje, mit René Block Love it or leave it, Cetinje
- 2006/7: Sanja Iveković General Alert, Ausgewählte Werke 1974–2007, mit Kathrin Rohmberg; Kölnischer Kunstverein, Köln; Göteborgs Konsthall, Göteborg; Fundació Antoni Tàpies, Barcelona
- 2005: Collective Creativity, Fridericianum, Kassel
- 2009: 11. Istanbul Biennale: What Keeps Mankind Alive?, Istanbul
- 2011: kroatischer Pavillon auf der 54. Biennale di Venezia, Venedig
- 2012: How Much Fascism?, BAK, Utrecht & Extra City Kunsthal, Antwerpen
- 2013: Dear Art, Museum für Gegenwartskunst Metelkova, Ljubljana & Calvert 22 Foundation, London
- 2013/2014: Meeting Points 7. Ten Thousand Wiles and a Hundred Thousand Tricks, Gallery Nova, Zagreb; Museum van Hedendaagse Kunst Antwerpen, Antwerpen; CIC, Kairo; Para Site, Hongkong; Beirut Art Center, Beirut; Belvedere 21, Wien; Institut der Länder Asiens und Afrikas Moskau
- 2014: Really Useful Knowledge, Museo Reina Sofía, Madrid
- 2015: So, You Want to See, e-flux gallery, New York
- 2016/17: My Sweet Little Lamb (Everything we see could also be otherwise), verschiedene Orte in Zagreb und The Showroom, London (zusammen mit Kathrin Rhomberg und Emily Pethick)
- 2018: Želimir Žilnik: Shadow Citizens, Edith-Russ Haus für Medienkunst, Oldenburg & Gallery Nova, Zagreb
- 2018: On the Shoulders of Fallen Giants, 2. Industrial Art Biennial, Istrien, Kroatien[2]